# Bacharelado em administração

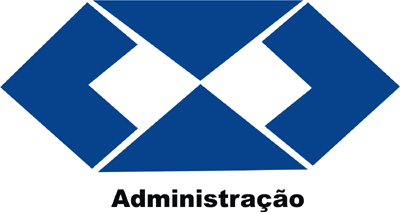
Símbolo da Administração.

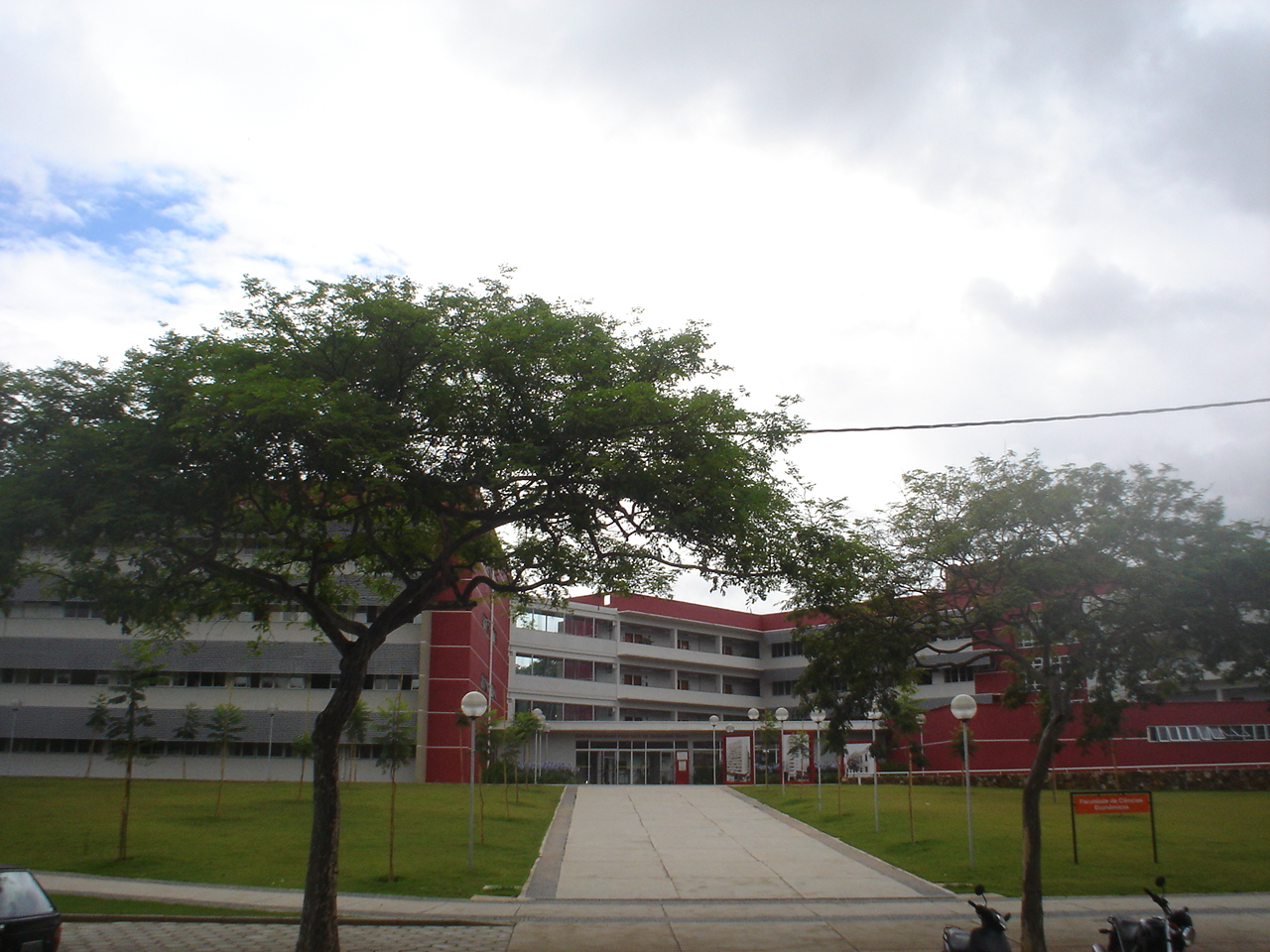
Prédio da Faculdade de Ciências Econômicas da Universidade Federal de Minas Gerais

O bacharel em administração  é aquele que atua como encarregado da gestão de uma empresa (privada, estatal ou de economia mista) ou de uma subunidade desta. Se dedicando à concepção, melhoria e implementação de sistemas que envolvem pessoas, materiais, informações, equipamentos, energia e maiores conhecimentos e habilidades, para que utilizando-se desse conhecimento especializado em matemática, contabilidade e ciências sociais, em conjunto com análise e projeto de administração, ela possa especificar, prever e avaliar os resultados obtidos por tais sistemas. 
Numa economia de mercado a Administração de Empresas tende a buscar promover a competitividade.
Podemos dizer, que atualmente a administração é considerada a gigante das graduações, pois ela se trata da graduação mais ofertada no país, com 1.822 instituições ministrando o curso em todo o Brasil. O curso de administração também é o primeiro disparado em novas matrículas, no total são 822.042, conforme o censo de 2012 do Ministério da Educação. Os números extraordinários do curso de administração podem ser explicados, em parte, pelo caráter generalista do curso e também pelo fato do profissional ser um dos mais requisitados por empresas de todos os segmentos, setores e portes. O Curso também possui a cada ano, o maior número de formandos dentre todos os cursos do Brasil. 
Os dados citados acima nos ajudam a entender e explicar a importância do curso de administração, assim como, do profissional administrador para o país. A profissão de Administrador é relativamente nova e foi regulamentada no Brasil em 9 de setembro de 1965, data em que se comemora o dia do Administrador. Os primeiros administradores profissionais (administrador contratado, que não é o dono do negócio) foram os que geriam as companhias de navegação inglesas a partir do século XVII. Estas empresas foram as primeiras sociedades anônimas de que se tem notícia. Podemos dizer, que administrar uma empresa envolve a elaboração de planos, pareceres, relatórios, projetos, arbitragens e laudos, para os quais são exigidos a aplicação de conhecimentos inerentes às técnicas de administração. Esses conhecimentos só poderão ser adquiridos ao longo do curso (bacharelado em administração) e aprimorados com a prática e exercício da profissão. 

## Habilidades do administrador de empresas
- Habilidades técnicas: São as habilidades ligadas à execução do trabalho e ao domínio do conhecimento específico para executar o trabalho. É saber utilizar princípios, técnicas e ferramentas administrativas, assim como, saber decidir e solucionar problemas. É o conhecimento teórico que o profissional de administração possui, aprimorado com o exercício da função. (Técnica + Know-How)

- Habilidades humanas: São necessárias para um bom relacionamento. O administrador com uma boa habilidade humana consegue desenvolver equipes de forma mais eficaz, além de atuarem de forma mais eficiente como líderes. Saber lidar com pessoas, comunicando-se bem, negociando, conduzindo mudanças, obtendo cooperação e solucionando conflitos, essas são as principais habilidades humanas do administrador.
- Habilidades conceituais: Faz referência ao conjunto de aptidões humanas, no que tange a capacidade de formulação de ideias. Essa habilidade inclui o pensamento criativo, a formulação de abstrações e a análise de situações complexas, ou seja, é parte da visão sistêmica do administrador.

### Atitudes do administrador
Nos tempos modernos, o administrador que deseja se destacar precisa ser: proativo, ousado, criativo, bom exemplo, cumpridor das promessas, saber utilizar seus princípios, ser cooperativo e ser um bom líder, ajudando seus colaboradores para que eles não sejam somente simples peças da equipe, e sim que se tornem futuros líderes. Um bom administrador também auxilia seus colaborados, de forma que esses possam crescer junto com a empresa.